# CS/LS5型冲锋枪
CS/LS5型冲锋枪（前称：警用9毫米冲锋枪）是一款由中国制造的9毫米口徑冲锋枪。它由重庆市的建设工业（集团）总公司所研制、中国兵器装备集团所生产。CS/LS5型冲锋枪的设计是发射9×19毫米口徑手枪子彈，其中包括9×19毫米魯格彈。但是由於在中国製造的關係，也可以发射贯穿力更强的DAP92式9毫米普通彈，以及杀伤力较低的9毫米低杀伤弹。

## 歷史
在2009年5月19日北京展覽館開幕的第三屆中國國際警用裝備及反恐技術裝備展覽會上，重庆建设工业（集团）展出了一种9毫米口径的新型冲锋枪。这是厂家针对警用武器市场而研制的。
2012年5月，这枪通过了外贸定型，並正式命名为CS/LS5型冲锋枪，并在2012年第五届警用装备展上再次展出。

## 设计特点
CS/LS5型冲锋枪是重庆建设工业（集团）公司针对近年来国內外执法、维稳、反恐等形式的特殊任务需要，专为警察和治安部队研制的一款集反恐与防暴功能于一身的通用型9毫米冲锋枪。具有多弹种兼容发射优势，无须任何转换机构，既可发射9×19毫米魯格手枪子彈和DAP92式9毫米普通彈（杀伤弹，杀伤有效射程內生动目标），也可发射9毫米低杀伤弹（橡胶弹，对生动目标进行非致命性打击），还可加装瞄准鏡、夜視仪、戰術燈和雷射瞄準器等，以实現多重战术功能。
从原型警用9毫米冲锋枪开始，从外观上来看与HK MP5冲锋枪有些神似，但缺少了HK MP5的圆滑流畅，而增加了FAMAE SAF棱角分明的外觀。定型为CS/LS5型以后，在外观上，尤其是槍托、手槍握把、护木等都作出了改变。
原型警用9毫米冲锋枪采用了以冲锋枪而言较为少见的氣動式缓冲和减速机构，无需任何转换机构即可兼容并可靠地发射9×19毫米魯格手枪子彈、DAP92式9毫米普通彈以及警用转轮手枪上配用的9毫米低杀伤弹，前两者可杀伤150公尺（164.04码）范围内的有生目标，后者则对10—80公尺（10.94－87.49码）范围内的有生目标进行非致命打击。由于这种橡胶弹尖的低杀伤弹的膛压较低，如果在传统的反沖作用枪机或HK MP5冲锋枪的滾輪延遲反沖式闭锁原理上无法使用这种低膛压的橡胶弹，于是研究人员决定采用氣動式原理并且具有两级气体调节器。当发射橡胶弹的时候使用大导气量来增加作用于枪栓的能量，而当发射普通9毫米子弹的时候则使用小导气量。另外据说该气体调节器是自动调节的，而不需要手动调节或转换机构。但定型为CS/LS5型以后，建设工业工作人员表示CS/LS5型冲锋枪为反沖作用枪机、闭膛待击机构和采用回转式击锤。
其拉机柄与枪栓采用分离式设计，射击过程中拉机柄不随枪栓往复运动，可避免射击过程中拉机柄随枪栓运动对射手造成伤害。位于左侧機匣面、手槍握把的上方设有拨钮式快慢机，有三个位置，对应档位三个：“2”档，全自动；“1”档，半自动；“0”档，保险。原型警用9毫米冲锋枪的拉机柄位于護木右侧。两者同样可以根据客戶的需要，实现左右互換；上机匣为衝壓钢制而下机匣则是鋁合金所制造。定型为CS/LS5型以后，拉机柄正式设于护木左侧，以更符合大多数人的使用习惯；并在机匣上增设拉机柄卡槽，射击后可枪栓固定在后方，以便冷却枪管；而上下机匣，包括弹匣插座、扳机单元和手枪握把亦改由工程塑料制成。手枪握把进行了横向防滑纹的设计，其空心结构可以放置各种小型附件。
原型警用9毫米冲锋枪以30發可拆卸式钢制不透明彈匣供弹，只在機匣左侧的圆形凹槽中设有弹匣卡笋。定型为CS/LS5型以后，采用了更为轻量化的30發可拆卸式半透明工程塑料材质弹匣供弹，有利于使用者观察余弹；并采用非对称的双侧设置，于发射基座右侧面的彈匣插座裙口后部亦设计了一个“弹匣快速释放卡笋”，可以让使用者的右手在不脫离握持手枪握把的情况下，通过食指便可实现弹匣的快速释放。
枪托为折叠式，可向右侧折叠。原型警用9毫米冲锋枪的枪托卡笋为按压式，位于左侧機匣面与枪托的结合部。定型为CS/LS5型以后仍为按压式，但位置改为枪托的顶部，使之更便于操作。
2009年初期原型警用9毫米冲锋枪的照门配装为“转鼓”型照门。而2011年开始照门改为翻转调节式觇孔照门，带照门护翼；定型为CS/LS5型以后亦为2011年版本。而準星自原型枪开始就是柱狀准星，准星基座带有上端开孔的全包式护圈，左侧还设置了槍背帶环。
原型警用9毫米冲锋枪護木下方和機匣顶部的照門組前方设置有一段国际通用的MIL-STD-1913戰術導軌，用以安装垂直握把、光学瞄准镜等附件；护木两侧设有与QBZ-95-1 5.8毫米口径步枪通用的燕尾式导轨，以安装戰術燈等附件。这种独特的导轨搭配，颇有中西合璧的感觉。如果用于出口的話，只需将护木两側可拆卸的燕尾式导轨更换成为MIL-STD-1913战术导轨即可。定型为CS/LS5型以后，护木两侧及下方的燕尾式导轨都改为MIL-STD-1913战术导轨。但据建设工业工作人员表示，由于護木处拉机柄及导槽的结构，导致它不适合设置全尺寸导轨。
原型枪枪口可以安装由QCW-05的消声器所改进而成的消声器令其成为「微声冲锋枪」。目前未知定型为CS/LS5型以后是否保留安装消声器的能力。

## 使用國
- 中华人民共和国
  - 中國人民解放軍特種部隊[2]

## 資料來源
1. ↑  .   [2014-01-24]. （原始内容存档于2013-12-03）.
2. ↑  .   [2014-12-08]. （原始内容存档于2014-12-10）.

## 外部連結
- （英文）—Modern Firearms—CS/LS-5 submachine gun（页面存档备份，存于）
- （英文）—The Firearm Blog.com—Sino Defense Manufacturing SMG9 Test From Pierangelo Tendas（页面存档备份，存于）
- （简体中文）—D Boy Gun World（槍炮世界）—CS/LS5型冲锋枪（页面存档备份，存于）
- （简体中文）—中国警察网－国产新型警用9毫米冲锋枪亮相警博会（页面存档备份，存于）
- （简体中文）—国产新型警用9毫米冲锋枪亮相(图)（页面存档备份，存于）
- （简体中文）—铁血网—
  - 中国的“MP5”：新型警用冲锋枪（页面存档备份，存于）
  - 我警用MP5冲锋枪是德国MP5的仿造（页面存档备份，存于）
  - 国产的MP5漂亮不？新的CS/LS5冲锋枪要定型装备了（页面存档备份，存于）
- （简体中文）—中华网－国产新款CS-LS5-9毫米冲锋枪